# 登録無形民俗文化財

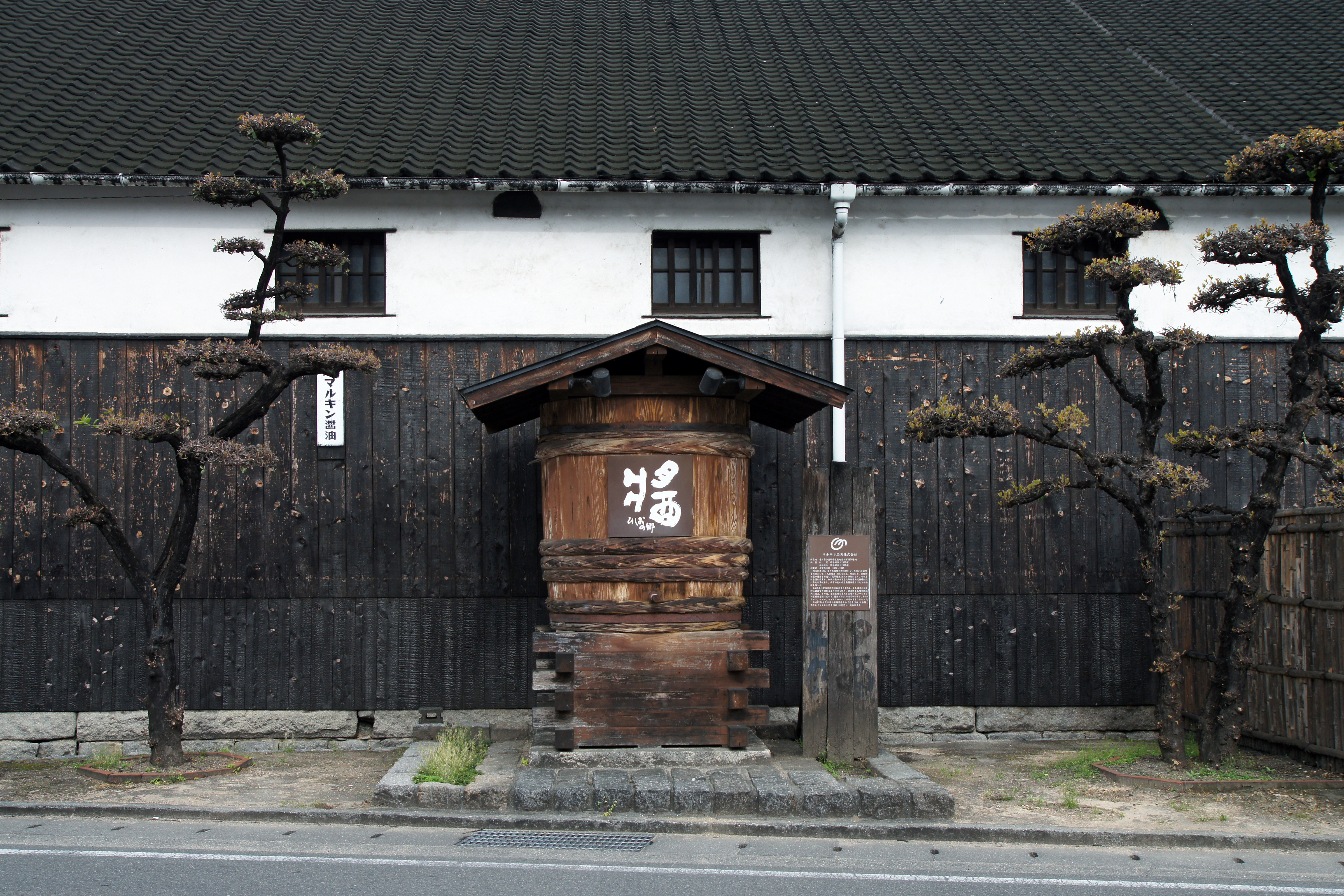
讃岐の醤油醸造（画像は登録地香川県の小豆島醤の郷）

登録無形民俗文化財（とうろくむけいみんぞくぶんかざい）は、日本の衣食住、生業、信仰、年中行事等に関する風俗慣習、民俗芸能、民俗技術などの無形の民俗文化財のうち、保存及び活用のための措置が特に必要とされるものとして文化財登録原簿に登録されたものである。2021年（令和3年）4月23日に文化財保護法の一部が改正、同年6月14日に施行され、登録無形文化財制度と共に創設された。

## 背景

### 制度成立の経緯
登録無形民俗文化財制度は、重要無形民俗文化財に指定されていない無形の民俗文化財にも、幅広く裾野を広げて保存・活用を図ることを趣旨としている。
日本の文化財は、昭和25年に施行された文化財保護法に基づいて指定等が行われ、文化財の保持団体などによって保存・活用が図られてきた。無形の民俗文化財のうち特に重要なものは、1975年（昭和50年）の文化財保護法改正に基づき、文部科学大臣により重要無形民俗文化財に指定されている。この指定を受けた文化財は、管理上の義務や制限などの強い規制を受ける一方で、補助金などの手厚い保護が受けることができる。しかし指定を受けるには、専門的な審議に必要な学術的調査の蓄積が十分必要であり、価値付けが定まっていない分野や、従来は歴史が浅く学術的な蓄積が十分でないとされてきた文化財については対象となりにくい。その一方で、対象外の無形の民俗文化財についても、特性に応じた継承を図ることが課題とされてきた。また、文化財保護のための予算は十分とは言えず、手厚い国庫補助を必要とする指定制度だけでは予算的にカバーしきれない部分の対応策が求められていた。
2006年（平成18年）にはユネスコ無形文化遺産保護条約が発効したほか、2014年（平成26年）には第2次安倍政権下で地方創生に向けた取組が活発化したことで、地域の祭りなどが地域文化の特色として注目され、無形文化財及び無形の民俗文化財の継承に対する認識が高まっていた。そんな中、2020年（令和2年）には新型コロナウイルス感染症の拡大が起こり、地域の伝統行事などの中止が相次ぐのみならず、継承の基盤となる教授活動さえも継続できなくなるといった影響が生じていた。こうした背景を踏まえ、文化庁の文化審議会文化財分科会は、2020年（令和2年）10月から無形文化財及び無形の民俗文化財の保護の在り方等に関する検討を開始した。分科会では、存続が危ぶまれる無形文化財及び無形の民俗文化財を広く保護の対象とするための制度のあり方が検討され、従来の重要無形民俗文化財の指定制度を補完する形で、登録無形民俗文化財制度を新たに創設することが適当であると報告された。登録制度は、指定制度と比較して幅広く緩やかな保護措置を特長としており、以前から文化財保護法の規定として存在していたが、有形文化財・有形の民俗文化財・記念物のみを対象とし、無形文化財・無形の民俗文化財は対象とされていなかった。この分科会での報告を踏まえ、2021年（令和3年）2月5日に文化財保護法の一部を改正する法律案が国会に提出され、両院全会一致で成立し、4月23日に公布された。施行期日は公布日から3か月以内で政令で定める日とされ、2021年（令和3年）6月14日に施行された。
同改正法では、本制度のほかに、無形文化財を対象とする登録無形文化財制度も創設された。
| 名称                                             | 指定（所有権・流通等への保護規制・修復・継承への支援） | 登録（緩やかな保護・多様な文化財をリスト化） |
| ------------------------------------------------ | ------------------------------------------------------ | -------------------------------------------- |
| 有形文化財（建造物・美術工芸品）                 | 重要文化財                                             | 登録有形文化財                               |
| 有形の民俗文化財（衣食住の用具など）             | 重要有形民俗文化財                                     | 登録有形民俗文化財                           |
| 記念物（史跡名勝天然記念物）                     | 史跡・名勝・天然記念物                                 | 登録記念物                                   |
| 無形文化財（芸能・工芸技術）                     | 重要無形文化財                                         | 新設（登録無形文化財）                       |
| 無形の民俗文化財（風俗慣習、民俗芸能、民俗技術） | 重要無形民俗文化財                                     | 新設                                         |

### 初登録
本制度が創設された改正文化財保護法施行の4日後にあたる2021年（令和3年）6月18日には、文化財の指定や登録に関連する事項の審議を行う文化審議会文化財分科会において、初登録に向けた調査を行うことが決定された。民俗文化財に関する審議を行う専門調査会において調査審議が行われ、7月16日の第227回文化審議会文化財分科会において、「讃岐の醤油醸造技術」と「土佐節の製造技術」の2件が登録にふさわしいと文部科学大臣に答申された。
2021年（令和3年）9月30日、文化審議会での答申に基づき、上記2件が初の登録無形民俗文化財として文化財登録原簿に登録された。これを受けて、「讃岐の醤油醸造技術」を継承する香川県しょうゆ醸造会社からは、約270年頑張ってきたことが報われたとの喜びと、認知度向上への期待の声が寄せられた。

## 定義
無形の民俗文化財は、文化財保護法に「衣食住、生業、信仰、年中行事等に関する風俗慣習、民俗芸能、民俗技術で、わが国の国民の生活の推移の理解のため欠くことのできないもの」と定義されている。登録の対象となるものは、無形の民俗文化財のうち、国や地方公共団体（文化財保護法第182条2項に基づく地方公共団体の指定）によって重要無形民俗文化財に指定されていないものに限られる。登録は、文部科学大臣が登録無形民俗文化財の文化財登録原簿に記載することによって行う。登録無形民俗文化財として登録された後、国または地方公共団体によって重要無形民俗文化財として指定された場合は、登録は抹消される。ただし、地方公共団体によって指定された場合には、その保存及び活用のための措置を講ずる必要がある場合のみ、例外として登録を抹消しないことができる。そのほか、保存及び活用のための措置を講ずる必要がなくなった場合やその他特殊の事由があるときは、その登録を抹消することができる。
文化庁長官は、登録無形民俗文化財の保存のため必要があると認めるときは、記録の作成や保存のため適当な措置をとることができ、地方公共団体や保存に当たることが適当と認められる者（保存地方公共団体等）に対し、経費の一部を補助することができる。保存地方公共団体等は、文部科学省令で定めるところにより、登録無形民俗文化財の保存及び活用に関する計画（登録無形民俗文化財保存活用計画）を作成し、文化庁長官の認定を申請することができる。文化庁長官は、登録無形民俗文化財の記録の所有者や、保存地方公共団体等に対して、必要な指導又は助言をすることができる。

### 登録の基準
2021年（令和3年）6月14日に文部科学大臣によって告示された「登録無形民俗文化財登録基準」では、登録の基準を、保存及び活用の措置が特に必要な風俗慣習、民俗芸能又は民俗技術のうち、下記のいずれかに該当するものとしている。ただし前述のとおり、重要無形民俗文化財として国または地方公共団体が指定していないものに限られる。
1. 基盤的な生活文化の特色を有するもの
2. 発生若しくは成立又は変遷の過程を示すもの
3. 地域的特色を示すもの
4. 時代の特徴をよく伝えているもの

### 登録事項
登録無形民俗文化財の文化財登録原簿には、次に掲げる事項が記載される。
1. 登録無形民俗文化財の名称
2. 登録年月日及び登録番号
3. 登録無形民俗文化財の内容を示す事項
4. 登録無形民俗文化財に係る法第九十条の七第一項に規定する保存地方公共団体等がある場合は、その名称及び事務所の所在地
5. その他参考となるべき事項

### 地方公共団体による登録等
国に登録されていない無形民俗文化財であっても、地方公共団体が条例や規則に基づいて登録をしている場合は、これを都道府県あるいは市区町村登録無形民俗文化財と称する場合がある。具体的な登録の仕組みは各地方公共団体によって異なるが、地方登録制度自体は文化財保護法に規定があり、第百八十二条第二項に「（前略）当該地方公共団体の文化財に関する登録簿に登録して、その保存及び活用のため必要な措置を講ずることができる」と定められている。また、都道府県又は市町村の教育委員会は、登録簿に登録した文化財のうち適当なものについて、国の文化財登録原簿に登録するよう文部科学大臣に対して提案することができる。この提案を行うときは、都道府県又は市町村の教育委員会は、あらかじめ当該地方公共団体の文化財保護審議会の意見を聴かなければならない。

## 登録無形民俗文化財の一覧
登録無形民俗文化財の第一号として、「讃岐の醤油醸造技術」と「土佐節の製造技術」の2件が2021年（令和3年）9月30日に登録された。2023年（令和5年）3月22日に、「能登のいしる・いしり製造技術」と「近江のなれずし製造技術」の2件が、2024年（令和6年）3月21日に、「庄内の笹巻製造技術」と「薩南諸島の黒糖製造技術」の2件が、2025年（令和7年）3月28日に、「大館のとんぶり製造技術」と「敦賀のおぼろ昆布技術」の2件が登録され合計8件となっている。

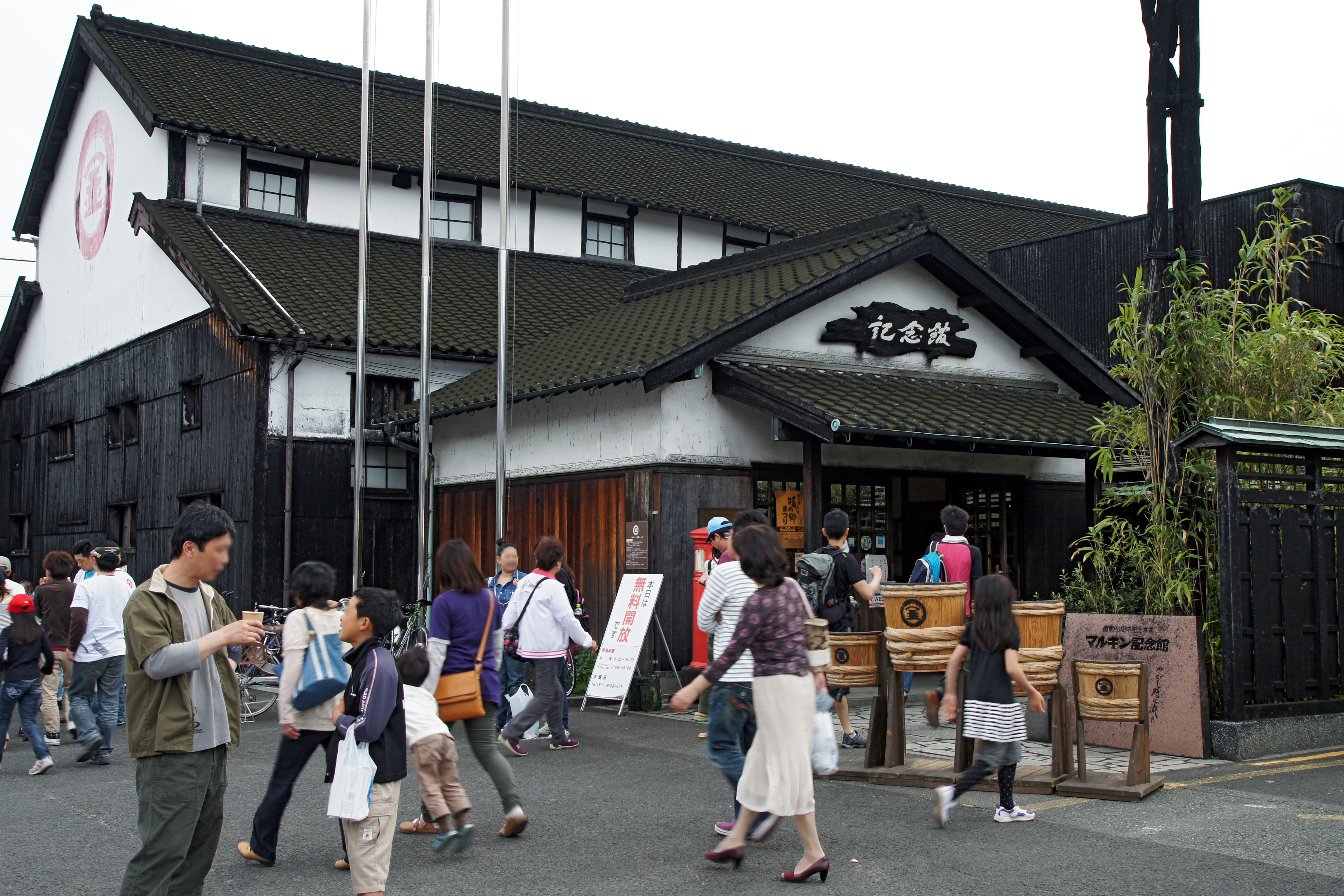
香川県小豆島のマルキン醤油記念館

| 登録名                       | 登録年月日    | 所在地   | 公開期日  | 保存団体   | 文化財の特色 |
| ---------------------------- | ------------- | -------- | --------- | ---------- | --- |
| 讃岐の醤油醸造技術           | 2021年9月30日 | 香川県   | 通年      | 特に定めず | 醤油醸造の機械化や工場での大規模生産が進み伝統的な醸造技術が失われつつある中、「むしろ麹」と呼ばれる醤油麹の製法が伝承され天然醸造を続ける蔵元が多くみられる。 |
| 土佐節の製造技術             | 2021年9月30日 | 高知県   | 通年      | 特に定めず | 鰹節製造の改良が行われ、その製造技術は各地の鰹節づくりに大きな影響を与えた。なかでも「カビ付け」と呼ばれる保存の技術が、鰹節の製造技術向上と全国的流通につながった。 |
| 能登のいしる・いしり製造技術 | 2023年3月22日 | 石川県   | -         | 特に定めず | 能登地方に継承されてきた、イワシ、サバ、イカの内臓などの海産物を使用した発酵調味料である魚醤の製造技術。日本における発酵調味料の製造技術の変遷やその地域的特色を理解するうえで注目される。 |
| 近江のなれずし製造技術       | 2023年3月22日 | 滋賀県   | -         | 特に定めず | 琵琶湖とその周辺の河川から獲れるニゴロブナなどの淡水魚を発酵させてつくる「なれずし」の製造技術。日本における「寿司」の調製技術や発酵食品の変遷を理解するうえで注目される。 |
| 庄内の笹巻製造技術           | 2024年3月21日 | 山形県   | 5月～6月  | 特定せず   | 山形県の庄内地方で伝承されてきた笹巻はちまきの一種。ちまきは多くは米をついた米粉を蒸して製造されるが、庄内地方の笹巻は米を粒のまま煮て製造され、また保存性を高めるため灰汁を加える製法もみられ、さらに笹で巻いた形状も多様である。端午の節句の行事食であるちまきの製造技術とその地域差をみるうえで注目される。 |
| 薩南諸島の黒糖製造技術       | 2024年3月21日 | 鹿児島県 | 11月～3月 | 特定せず   | 日本における黒糖製造については、近代以降、機械化、大規模化されたなか、鹿児島県の薩南諸島では、現在でも昔ながらの手作業による共同作業で製造されている。その工程で熟練の技術伝承がみられ、地域的な特色が顕著であり、日本における精糖技術の変遷みるうえで注目される。 |
| 大館のとんぶり製造技術       | 2025年3月28日 | 秋田県   | 通年      | 特定せず   | 秋田県大館市に伝承されてきた郷土食のとんぶりの製造技術。とんぶりとは、アカザ科の一年草ホウキギの果実を食用に加工したもの。秋田県の県魚であるハタハタの卵であるブリコのようなぷつぷつとした特有の食感がある。長年の経験と技術が必要とされる、その食感を得るために伝承されてきた手作業による製造技術は、地域的特色が顕著な郷土食の製造技術の伝承例であり、日本における種実類の調理・調整の技術を考えるうえで注目される。 |
| 敦賀のおぼろ昆布製造技術     | 2025年3月28日 | 福井県   | 通年      | 特定せず   | 福井県敦賀地方に伝承されてきた、昆布を薄く帯状に加工したおぼろ昆布の製造技術。敦賀地方は、古くから日本海開運の要衝であり、近世後期には北方から流通した昆布を使用した加工業が盛んになり、おぼろ昆布も製造されるようになった。機械による昆布の加工製造が進むなかにあって、敦賀地方では手作業による伝統的な製法が維持されており、地域的特色のある昆布の製造技術として注目される。                                         |